# Erik Burman (kyrkoherde)
Erik Burman, född 2 augusti 1762 i Piteå stadsförsamling, död 28 augusti 1833 i Karl Gustavs församling, Norrbottens län, var en svensk präst.

## Biografi
Burman inskrevs i Piteå skola 1771 och hösten 1779 vid Uppsala universitet. I augusti 1784 prästvigdes han till adjunkt hos kyrkoherden prosten Olof Örnberg i Nederkalix församling men uppmanades på grund av den rådande prästbristen att lära sig finska för att kunna söka tjänst i finskspråkig bygd. Redan i slutet av 1785 blev han nådårspredikant i Nedertorneå och utnämndes i maj 1787 till komminister i Hietaniemi med tillträde 1 maj 1788. Han avlade pastoralexamen 1802. 
Kyrkoherdetjänsten i Karl Gustav var vakant efter David Niklas Cneiffs död i slutet av 1815. Med freden i Fredrikshamn 1809 klövs socknarna kring Torneälven mitt itu. Nedertorneå kyrka hamnade i ryska delen av den förutvarande större socknen, medan Karl Gustavs kyrka låg väster om älven och kom att ligga i Sverige. Man förde långa diskussioner om situationen och sockenindelningen i respektive land och funderade ett tag på att slå samman Nedertorneå och Karl Gustav med Karl Gustav som huvudkyrka. Slutresultatet blev dock att svenska Nedertorneå fick en ny kyrka i den nygrundade staden Haparanda och att båda socknarna ägde bestånd. År 1821 kunde en ny kyrkoherde utnämnas och det blev Burman som fick tjänsten; han tillträdde 1 maj 1822. Burman utnämndes till prost 1824.

### Familj
Burman var son till handlanden och klockaren Elias Burman och Elsa Brita Læstadius samt bror till Olof Burman som blev kyrkoherde i Råneå församling. Han var också systerson till sin företrädare Cneiffs första hustru. Han gifte sig 1785 med Sofia Margareta Örnberg, som var dotter till prosten Olof Örnberg i Nederkalix. Makarna fick 12 barn, av vilka sonen Olof Elias Burman blev kyrkoherde i Ragunda; sonen Erik Burman blev kronofogde och bosatt på Åkroken i Nederkalix; sonen Axel Johan Burman blev läroverkskollega i Härnösand; sonen Carl Anders Burman blev färgare och handlande i Haparanda; dottern Brita Margareta Burman blev gift med kaplanen Christer Johan Castrén i Ijo; sonen Daniel Burman blev guldsmed i Stockholm; dottern Sara Maria Burman blev gift med läroverkskollegan Pehr Stenborg i Haparanda och sonen Fale Burman blev lantbrukare och köpman i Haparanda. En sonsons son var anstaltschefen och nykterhetsmannen Olof Burman.